# موکا (گینه استوایی)
موکا (به لاتین: Moka) یک منطقهٔ مسکونی در گینه استوایی است که در استان بیوکو سور واقع شده‌است. موکا ۱٬۳۸۰ متر بالاتر از سطح دریا واقع شده‌است.